# Iridophanes pulcherrimus
Iridophanes pulcherrimus е вид птица от семейство Тангарови (Thraupidae), единствен представител на род Iridophanes.

## Разпространение
Видът е разпространен в Еквадор, Колумбия и Перу.